# 嗣德聖製字學解義歌
《嗣德聖製字學解義歌》，越南阮朝嗣德帝所編的一部漢越字典。本書名為「字學解義歌」，是特別採用了「六八體演歌」的安排，在文中列出漢字及喃文，並解釋字義。嗣德帝死後，本書的體裁復經由阮朝國史館修書所的黃有秤、吳惠達等人的覆檢及整理，然後才刻印出版。學者陳荊和認為，嗣德帝編寫此書，用意是要作成一部官方的漢越字典來作教學基準，以及促進漢學在越南民間之流傳，使學問得以民眾化。

## 編撰

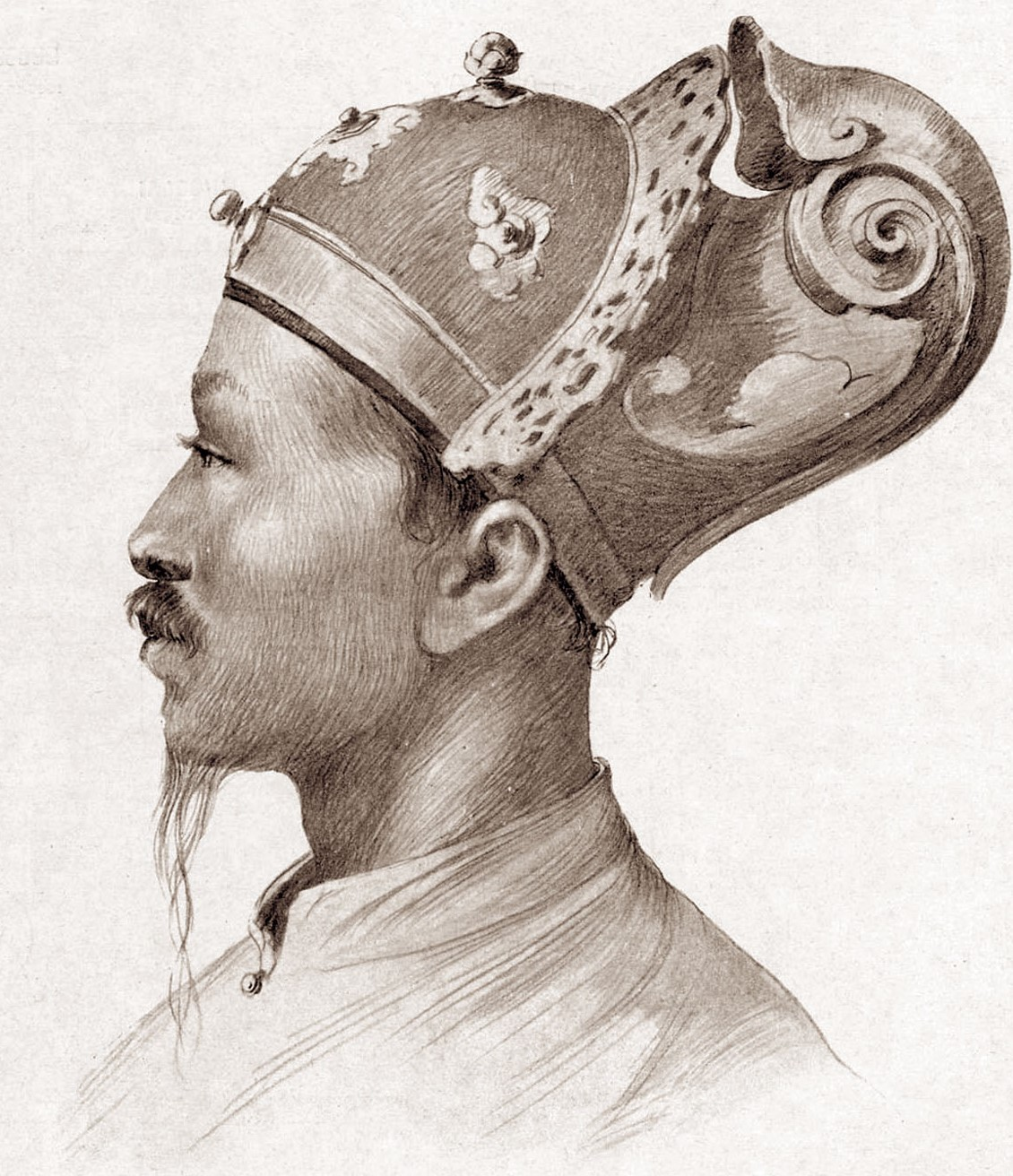
嗣德帝──《嗣德聖製字學解義歌》編著者

《嗣德聖製字學解義歌》為越南阮朝嗣德帝阮福蒔所編著。嗣德帝在位期間，積極推行學術文化的發展，他本人在晚年時曾寫了兩部教學及學術的著作，分別為《論語釋義歌》及本書。本書編成時，適值是法國入侵，阮氏朝廷無暇付梓刻印。到成泰八年（西曆1896年），阮氏朝廷才將這兩部書的稿本交到史館修書所檢繕整理，並於成泰十年（西曆1898年）刻印頒行。

## 格式與內容

### 格式
《嗣德聖製字學解義歌》作為一部教學用途的漢喃字典，編撰者嗣德帝及覆檢者黃有秤、吳惠連等人的細心安排，使之有一定的格式，以便於學習。其格式特點如下：
- 每一頁分成五行（各卷的首頁只有三行）；
- 本書內文所採用的字型，有「大」、「中」、「小」、「細」四種。「中」字為喃字，其餘三種均為漢文。

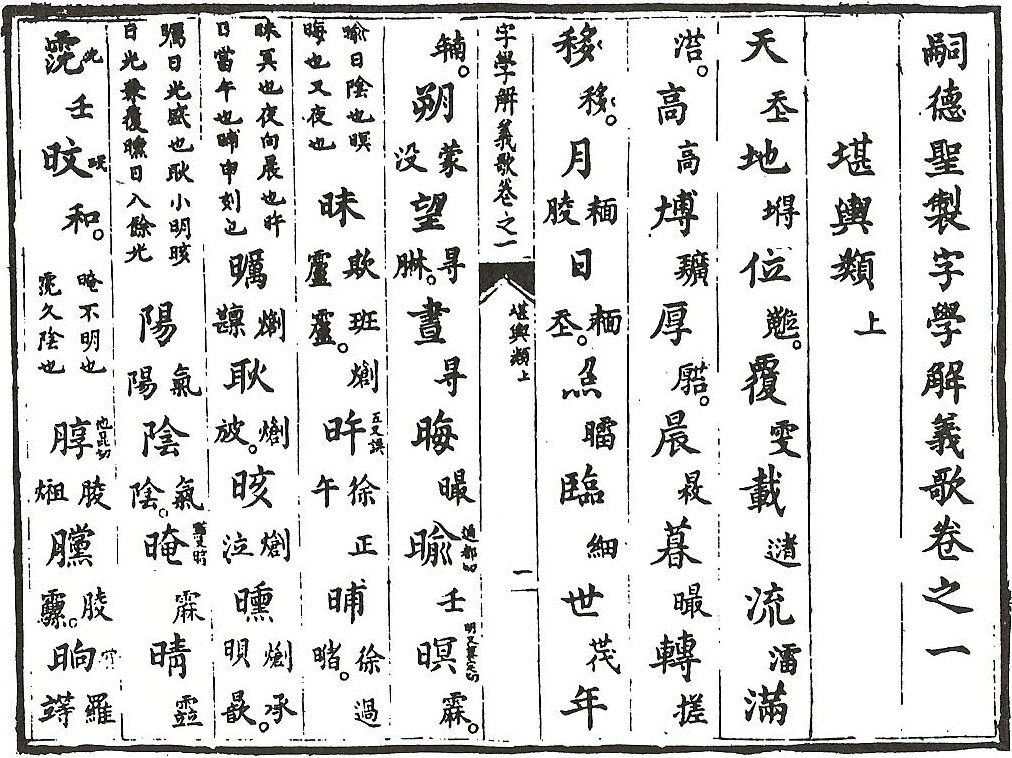
《嗣德聖製字學解義歌》書影，當中可見其格式及編排

- 內文為「六八體演歌」的形式，把漢喃單字（不包括注釋文字）排成六字句及八字句相承的演歌（見圖），每句以小圈表示段落。另外，「六八體」又有獨特的押韻，方法是六字句的末字與其下的八字句之第六字押韻，八字句的末字再與其下的六字句的末字押韻，平仄律為：
六字句：平平仄仄平平
八字句：平平仄仄平平仄平

- 解義的方法，先列出漢字（採用大字）；接之以一個或幾個相對應的喃字（採用中字）作為註義；如有音義較生疏的漢字，則在其傍註音（採用細字）；在若干「八字句」以下，用漢文（採用小字）解釋生字的字義。[2]

### 內容
本書收錄的漢、喃生字範疇，有以下篇幅：
- 卷之一　堪輿類上
- 卷之二　堪輿類下
- 卷之三　人事類上
- 卷之四　人事類中
- 卷之五　人事類下
- 卷之六　政化類上
- 卷之七　政化類下
- 卷之八　器用類上
- 卷之九　器用類下
- 卷之十　草木類上
- 卷之十一　草木類下
- 卷之十二　禽獸類
- 卷之十三　蟲魚類
- 以上各項，散見於《嗣德聖製字學解義歌》各卷。[3]

## 學術價值
據成泰八年八月二十三日（1896年9月30日）阮朝禮部奏片的簡介，本書內容解釋字義內容廣泛，對於各種範疇，都收錄了相關的喃字，並作出了解釋，「上自人事、政化、堪輿之大，下至器用、草木、禽蟲之微，無不備載註釋，詳明其於致格之學，誠非小補。」
近代學者陳荊和認為，本書有兩點能提起研究者的興趣。第一，此書是阮朝晚期官方的標準漢越字典，當中的注音為當時越南學界的標準音。第二，自李朝以來，喃字是隨各人喜好自製使用，此書所用喃字則可認為是十九世紀越南上流社會中慣用的喃字形式，為喃字字形提供了一定的參考。
但由於其本身仍然只是以越南語（即以漢喃文）解釋漢字的著作而非對喃字進行整理的字典或規範，其中的喃字寫法仍有較大的隨意性，例如用以解釋漢字「骨」的喃字在其中既有寫作者也有寫作者。

## 出版情況
本書早在成泰八年（1898年），由阮朝史館修書所付印頒行，至1968年，學者陳荊和將本書譯成越南國語字，並將書中的誤字或音注之誤刻加以訂正，又附上「音註校勘記」，以及本書的書影，由香港中文大學於1971年出版。